# Ajuntament de Vilanova del Camí
L'Ajuntament de Vilanova del Camí és una obra del municipi de Vilanova del Camí (Anoia) inclosa en l'Inventari del Patrimoni Arquitectònic de Catalunya.

## Descripció
Es tracta d'un edifici de planta rectangular construït totalment de totxo. Destaca l'estructura simètrica de l'edifici que ve donada pels eixos paral·lels de les obertures amb arcs de mig punt a la planta baixa i plans a la superior, fet que dona un sentit ascensional a tot l'edifici, efecte pronunciat per l'acabament superior que s'aixeca de forma més pronunciada per la part central introduint una filera de petites finestres d'arc de mig punt, per acabar amb un frontal on el domini de la línia corba i sinuosa és total.